# Victor Guichard (homme politique, 1803-1884)
Pour les articles homonymes, voir Victor Guichard et Guichard.
Victor Guichard est un homme politique français né le 18 août 1803 à Paris et décédé le 11 novembre 1884 à Paris.

## Biographie
Fils de Guillaume Guichard, député aux Cinq-cents et au corps législatif, il se fait recevoir avocat avant de s'installer dans l'Yonne afin de gérer les domaines familiaux. Opposant à la Monarchie de Juillet, il est régulièrement battu aux élections législatives. Il est nommé maire de Sens après la chute de Louis-Philippe et élu représentant de l'Yonne en 1848, mais est battu en 1849. Opposant au Second Empire, il est à nouveau régulièrement battu aux élections législatives.
Il est élu représentant de l'Yonne en 1871, et s'inscrit à la réunion du jeu de Paume. Il est membre de la commission des finances et intervient régulièrement sur les questions budgétaires, comme rapporteur du budget des cultes. Il siège à gauche et soutient les républicains. Il est député de l'Yonne de 1876 à 1884, et fait partie des 363 qui refusent la confiance au gouvernement de Broglie le 16 mai 1877. Il est le père de Jules Guichard, sénateur de l'Yonne de 1885 à 1896.

## Sources
- « Victor Guichard (homme politique, 1803-1884) », dans Adolphe Robert et Gaston Cougny, Dictionnaire des parlementaires français, Edgar Bourloton, 1889-1891 [détail de l’édition]